# Ouvrage « G » de la Défense aérienne du territoire

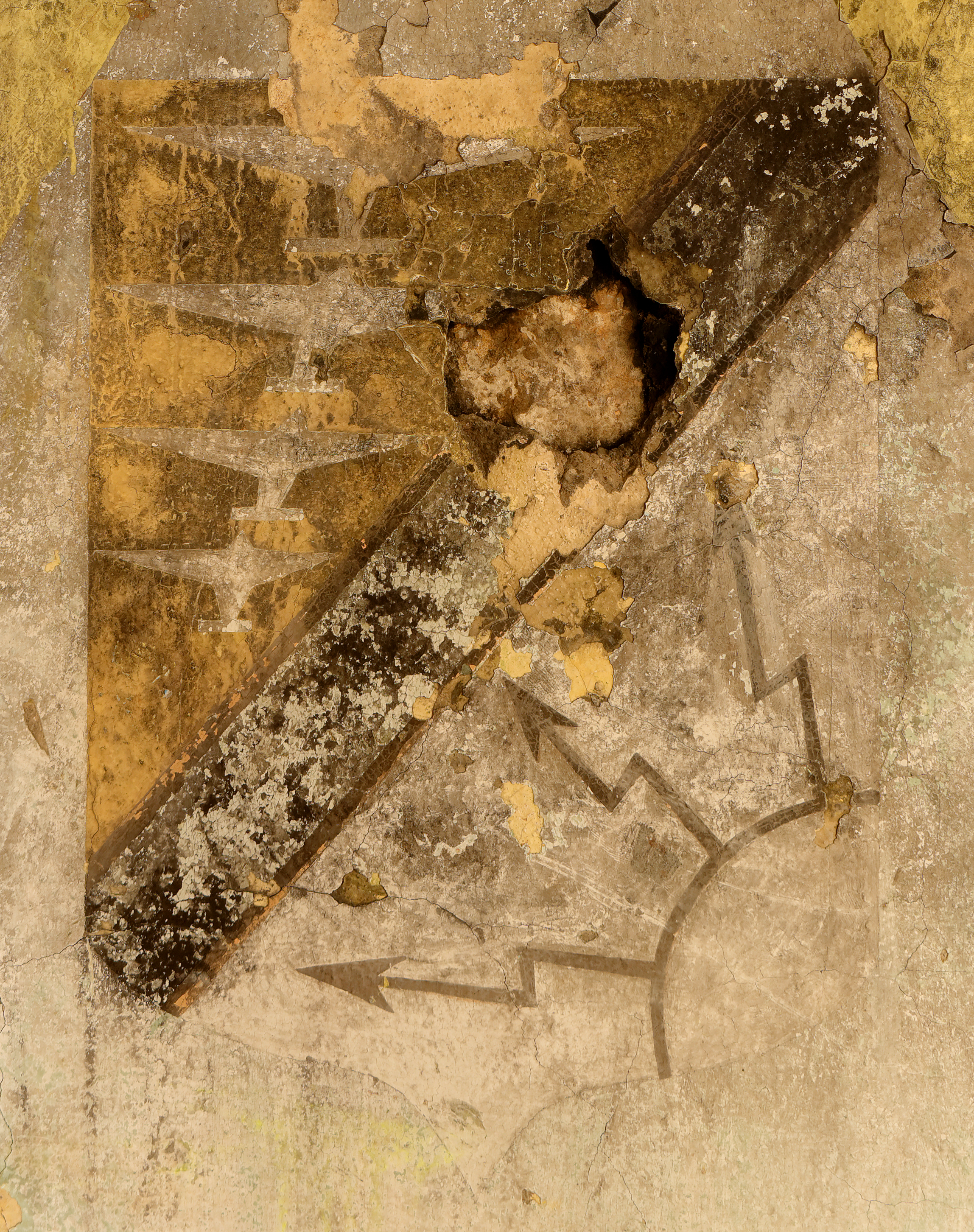
Insigne, dans le fort du Salbert.

L'Ouvrage « G » de la D.A.T. (appelé également localement fort de l'OTAN ou Ouvrage OTAN ou Bunker OTAN) est un ensemble de fortifications radar situé sur la commune de Belfort. Ces fortifications ne sont plus utilisées depuis 1972.

## Généralités
De 1949 au 10 mars 1967, la France fait partie de l'OTAN. Intégrée de ce fait dans la défense aérienne de l'Alliance Atlantique, la Défense aérienne du territoire (D.A.T.) va indirectement bénéficier de l'aide américaine.
Entre 1953 et 1958, la D.A.T. a construit de nombreuses stations radar dont une sur la colline du Salbert, à Belfort (dans l'ancien abri-caverne du fort du Salbert). Celle-ci a pour nom Ouvrage « G » de la D.A.T., ou SMR 60/921.
L'Ouvrage « G » est composé, à sa création, de 3 éléments :
- le fort du Salbert ;
- plusieurs baraques Fillod ;
- ainsi que les locaux souterrains, appelés aussi locaux opérationnels, selon les sources (voir le plan ci-dessous).

Ce complexe restera utilisé jusqu'en 1959 (les entrées sont visibles sur la gauche en montant au sommet du Salbert), ce qui étend la superficie de l'ouvrage souterrain à 3 fois la superficie de l'ancien abri-caverne.
La dénomination militaire de cet ouvrage était « Station Maître Radar 60/921 » ou « SMR 60/921 ». L'Ouvrage « F » a été installé dans l'ancien fort François de Guise à proximité de Metz (« Station Maître Radar 40/921 ») tandis que l'Ouvrage « H » a été installé en partie dans l'ancien Ouvrage de la Ligne Maginot du Hochwald, près de Wissembourg (« Station Maître Radar 50/921 »). Il y avait également, à partir de 1955, plusieurs autres stations radar dans le cadre de la D.A.T.
- SMR 10/911 Saint-Valery-en-Caux (indicatif Calva)
- SMR 20/911 Doullens (Mazout)
- SMR 30/911 Meaux (Whisky) ultérieurement rebaptisée SMR 22/901[3]
- SMR 40/911 Rethel (Brandy) ultérieurement rebaptisée SMR 21/901[4]
- SMR 50/911 Romilly (Cognac)
- SMR 10/921 Contrexéville (Sirop)
- SMR puis SRG 20/921 Servance
- SRI (Station Radar Intérimaire) 30/921 Dole

L'Ouvrage « G » était un centre annexe de détection pourvu de sept antennes radar qui étaient disposées sur le fort lui-même. Le centre principal de détection est toujours situé au sommet du ballon de Servance (à partir de 1955, elle a pour dénomination « Station Radar de Guet 20/921 »).
Les premiers travaux de dérochage pour la création des locaux souterrains commencèrent le 12 mai 1953 et finirent le 26 mars 1958, date à laquelle l'Armée de l'air utilisa l'ensemble du complexe, ce jusqu'en 1959. À ce moment-là, les cavaliers (rangée d'abris-traverse entre lesquels sont placés des canons) qui étaient présents sur le casernement principal furent arasés pour être remplacés par une terrasse (toujours librement accessible aujourd'hui).
Ensuite, les lieux sont restés occupés mais non utilisés par l'armée jusqu'en 1972. Le 15 octobre 1972, la ville de Belfort prend possession de la partie sommitale du Salbert (là où se trouve l'Ouvrage « G ») et le transforme en lieu de promenade et de pique-nique. Les antennes radar furent démontées mais leur base est encore visible bien que recouvertes de terre.
Les militaires présents dans l'Ouvrage « G » étaient surnommés « les aviateurs » par les Belfortains. Durant la période d'utilisation de l'Ouvrage « G », le Fort du Salbert fut équipé, notamment, d'un chauffage central au mazout (dont les cuves sont toujours présentes).
Dans la seconde moitié des années 1990, une association conventionnée avec la ville de Belfort s'est constituée afin de sauvegarder et valoriser l'ouvrage : Les aventuriers de l'histoire. La vingtaine de bénévoles a repéré un parcours de visite, nettoyé des couloirs, reposé des plaques en béton sur les chemins de câble, afin de rendre les lieux praticables pour tout public. L'enthousiasme des membres de l'association a été douché par des intrusions et des dégradations répétées dans l'ouvrage. Entre autres détériorations, des gaines de ventilation ont été descendues du plafond, des cloisons démontées à la masse et pour couronner le tout, en décembre 2000, plusieurs explosions de bombes artisanales, de techniques différentes selon les explications de la police scientifique à l'époque. Tout cela a rendu toute visite guidée et tout processus de rénovation impossible. Dans la salle des cuves, une autre bombe artisanale a sapé la base d’une des cuves de fioul heureusement vide. Enfin, la cage d’ascenseur a elle aussi été l’objet d’une ou plusieurs déflagrations. D’un commun accord entre la ville de Belfort propriétaire des lieux et l’association Les aventuriers de l’histoire, les visites et la rénovation de l’ouvrage ont été stoppés. Depuis, l’Ouvrage « G » de la D.A.T. a été fermé par son propriétaire, ses portes soudées, car les lieux sont considérés comme très dangereux en raison de fosses remplies d’eau et d’ouvertures faisant risquer des chutes de plusieurs étages. L’association Les aventuriers de l’histoire a de son côté été dissoute, ayant perdu sa raison d'être.
Le 13 mai 2016, une association s'est constituée afin de mettre en valeur le patrimoine fortifié du mont Salbert : Association Touristique des Ouvrages Militaires et de l'Environnement du Salbert (ou, en abrégé, ATOMES),.
Cette association a entamé les travaux de nettoyage des salles et d'électrification du niveau 0 de façon à rendre le fort visitable aux journées du patrimoine des 17 et 18 septembre 2016. Plus de 600 visites ont été enregistrées en moins de 12 heures d'ouverture.

## Description

### Baraques Fillod
Démantelées en 1972, il ne subsiste que les fondations des baraques Fillod sur l'actuelle aire de pique-nique, à proximité du parking sommital. Elles sont visibles sur ce site en vue aérienne.

### Locaux souterrains

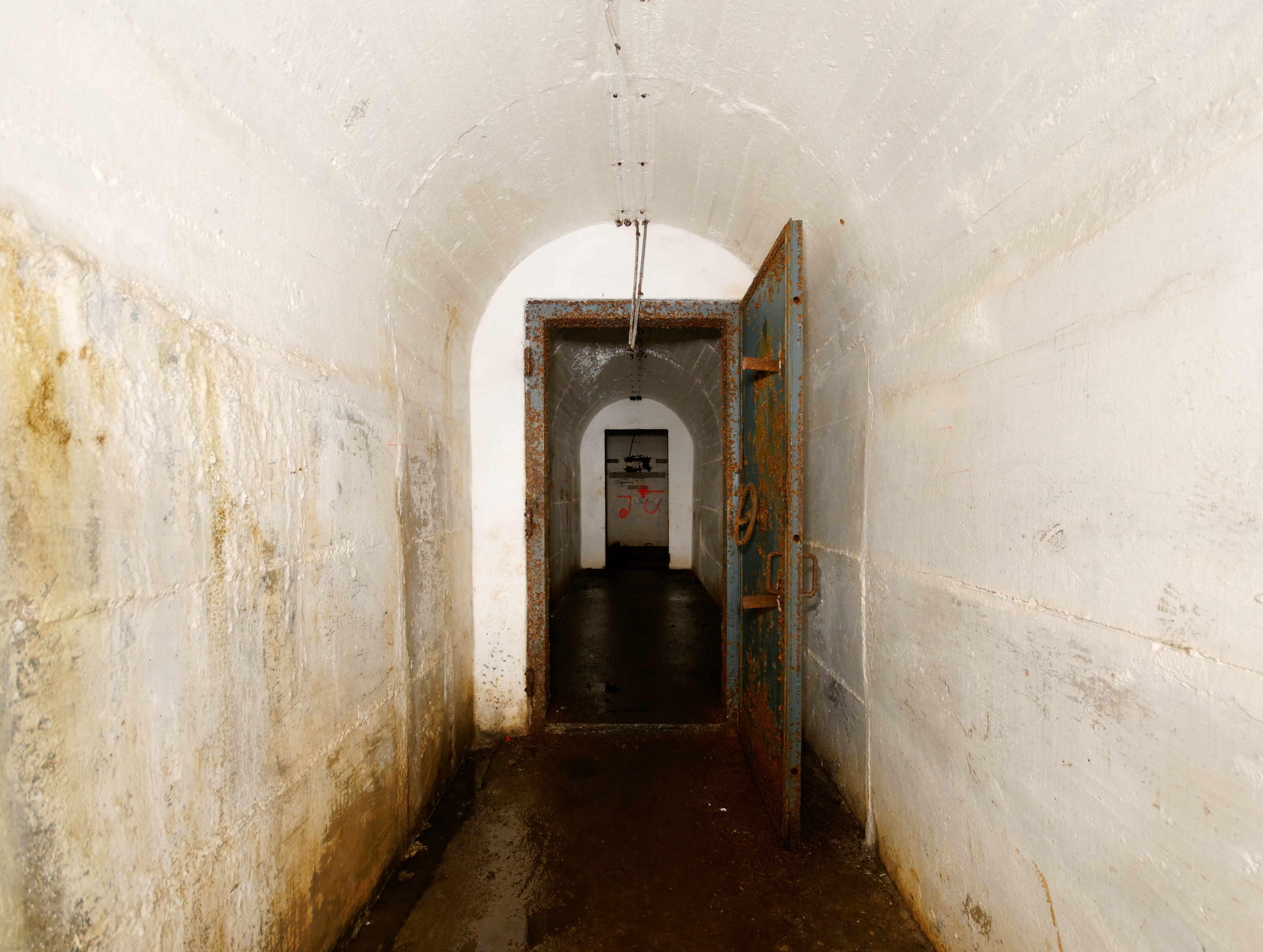
Sas d'entrée du personnel.

L'Ouvrage « G » possédait notamment 4 groupes électrogènes Diesel de 260 ch (montés à l'usine Alsthom de Tarbes) qui se démarraient à l'air comprimé (autonomie de fuel-oil en temps de guerre : 1 mois). Il était équipé d'une installation de conditionnement d'air, réfrigération et climatisation dont les finalités étaient :
1. d'assurer un minimum de ventilation ;
2. d'assurer une température correcte ainsi qu'un degré hygrométrique voisin de 70 % ;
3. de refroidir les groupes électrogènes ainsi que certains appareils électroniques ;
4. d'assurer une protection contre une éventuelle attaque au gaz, par filtrage de l'air venant de l'extérieur et en créant une surpression à l'intérieur de l'ouvrage.

Des sas étanches furent installés aux entrées.

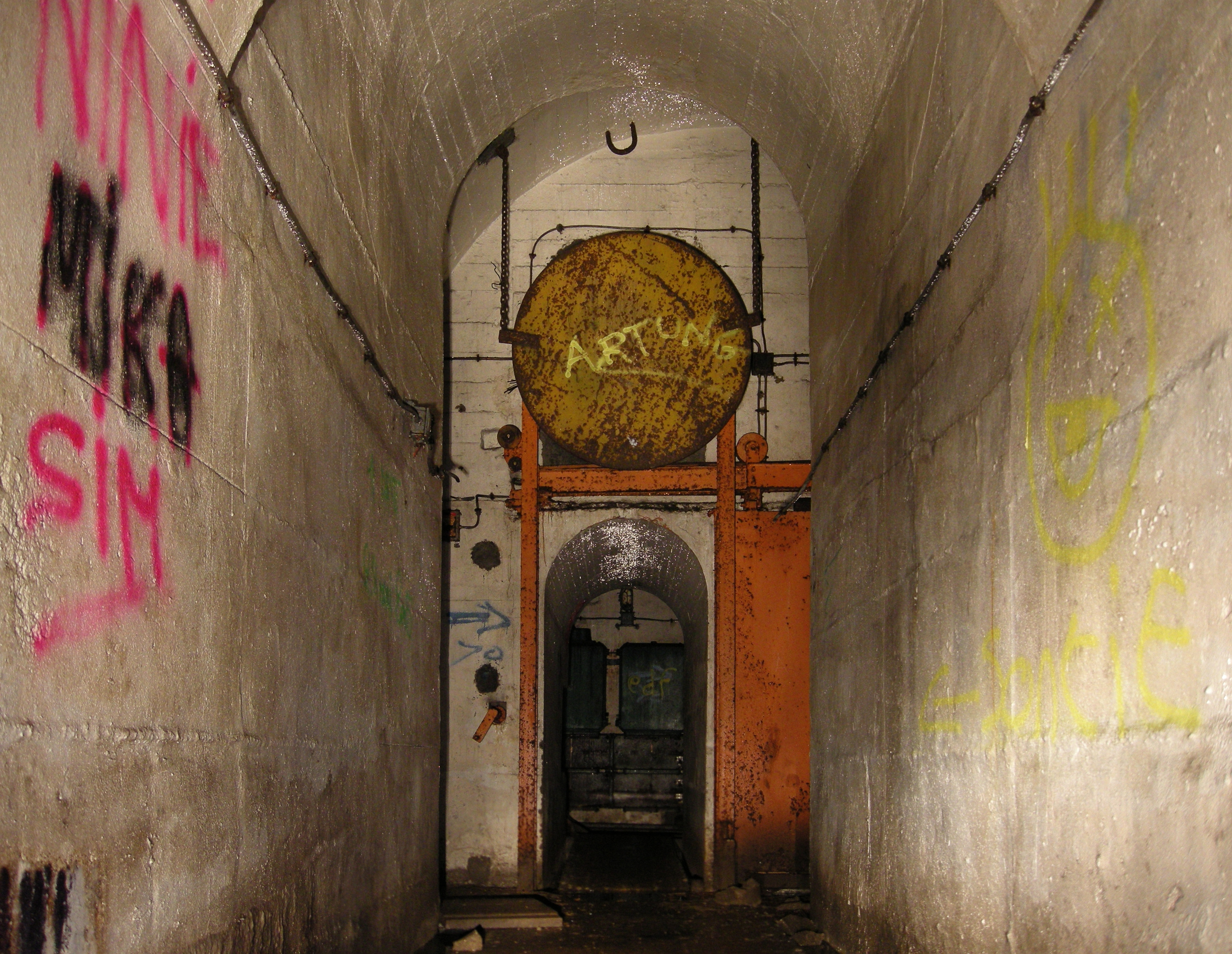
Porte blindée d'accès au puits reliant les locaux souterrains au fort du Salbert.

Des portes blindées ont été installées dans l'entrée du personnel ainsi qu'à la base des puits, davantage pour parer le souffle d'explosions extérieures que pour empêcher une quelconque intrusion ennemie.
Tout cela serait inutile sans les équipements indispensables : les antennes de détection. Il y en avait sept implantées sur le fort (6 étaient chargées de la détection et 1 servait aux liaisons UHF-VHF avec la base du ballon de Servance). L'appareillage électronique de chaque antenne était placé dans une pièce construite sous l'antenne, appelée chambre d'antenne. Pour les antennes placées au-dessus du casernement du fort, une pièce de celui-ci était utilisée comme chambre d'antenne.

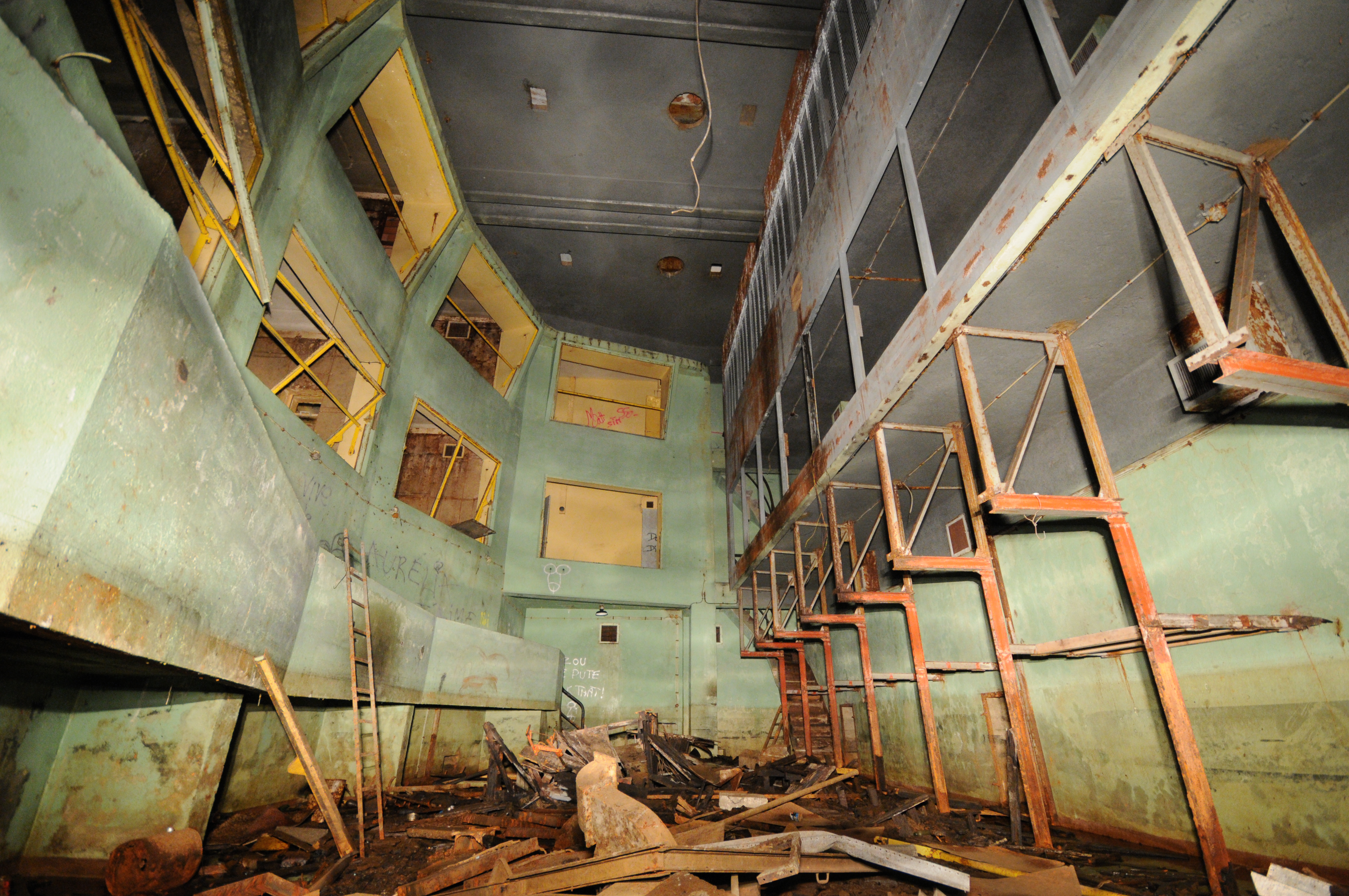
Salle d'opérations.

Tout cela était géré depuis la salle d'opérations. Semblable à un amphithéâtre, celle-ci s'ouvre sur 2 étages de cabines et s'organise autour de 3 tables.
- La table de guet à vue, carrée, permet de centraliser et d'interpréter les renseignements provenant du réseau de guet à vue à basse altitude.
- La table de filtre, rectangulaire, située au centre de la salle, synthétise tous les renseignements provenant de l'atelier de détection dans le volume d'action du Centre Annexe de Directions des Interceptions (C.A.D.I.). Cette table se dénommera successivement Table de Situation Générale (T.S.G.), puis Table de Situation Ennemie (T.S.E.), c'est l'image de la situation tactique à laquelle le centre doit faire face.
- La table de chasse, de forme carrée ou ronde, consigne le déroulement des missions d'interceptions ordonnées par le C.A.D.I.

Sur ces cartes, était fixée une carte de la portion du territoire concerné. Les informations y étaient matérialisées par des symboles représentant les avions ainsi que les renseignements dont on disposait à leur propos. Ces symboles étaient déplacés à l'aide de perches par les marqueurs.
La salle d'opérations comporte un balcon pour les observateurs chargés de diffuser les renseignements vers l'extérieur. Sur une paroi de la salle d'opérations, face aux cabines, sont fixés quatre tableaux à persiennes appelés totes :
- le tote escadron, sur lequel est indiquée la situation des formations de chasses mises à disposition du C.A.D.I. ;
- le tote missions, sur lequel est consignée l'activité du centre ;
- le tote météo, qui indique les prévisions météo dans le volume d'action ;
- le tote F.T.A. (Forces Terrestres Antiaériennes), indiquant la situation des unités de D.C.A. (Défense contre aéronefs).

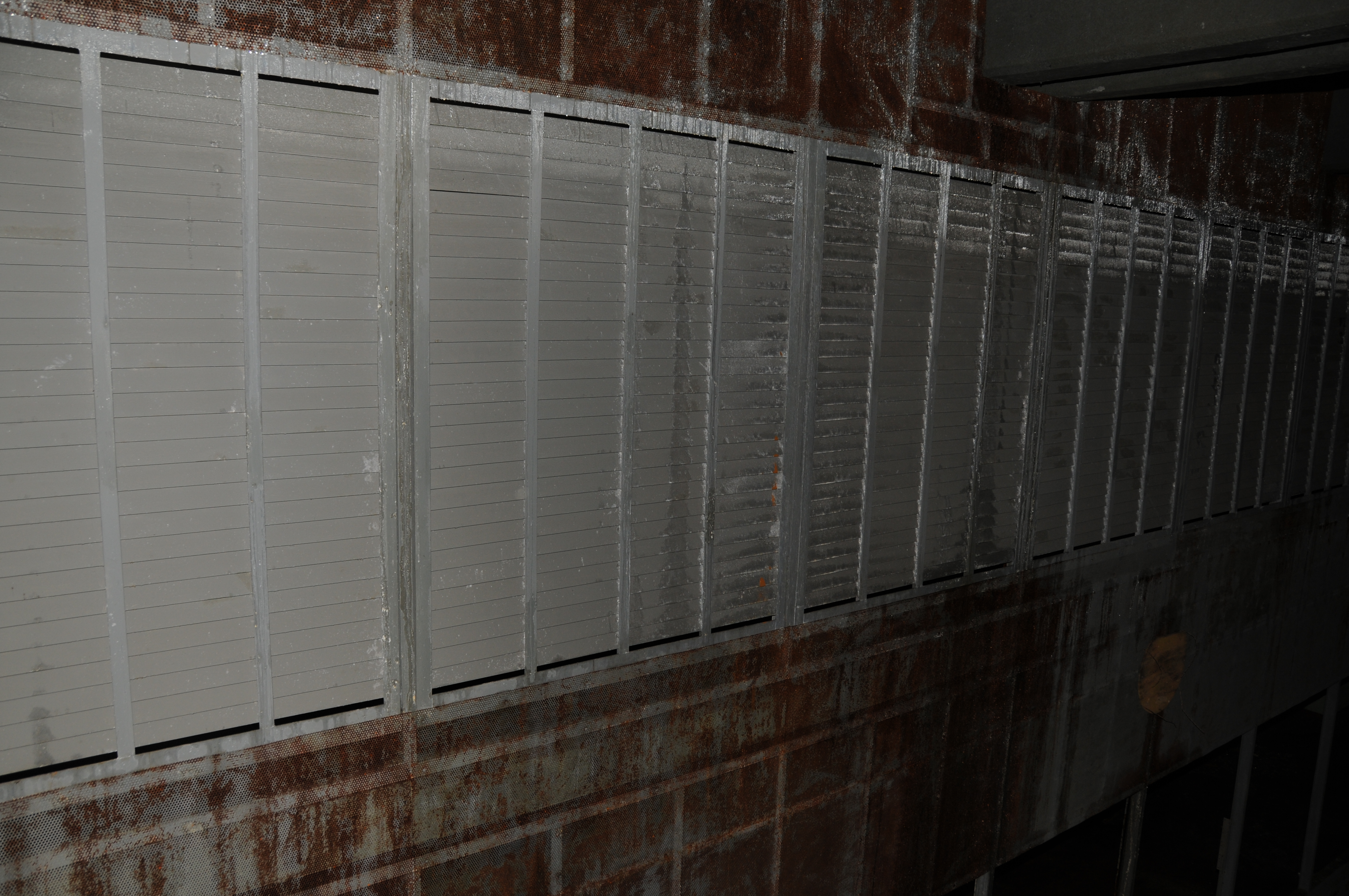
Détails des totes dans la salle d'opérations.

La vie dans la salle d'opérations était similaire à celle visible sur les photos suivantes.

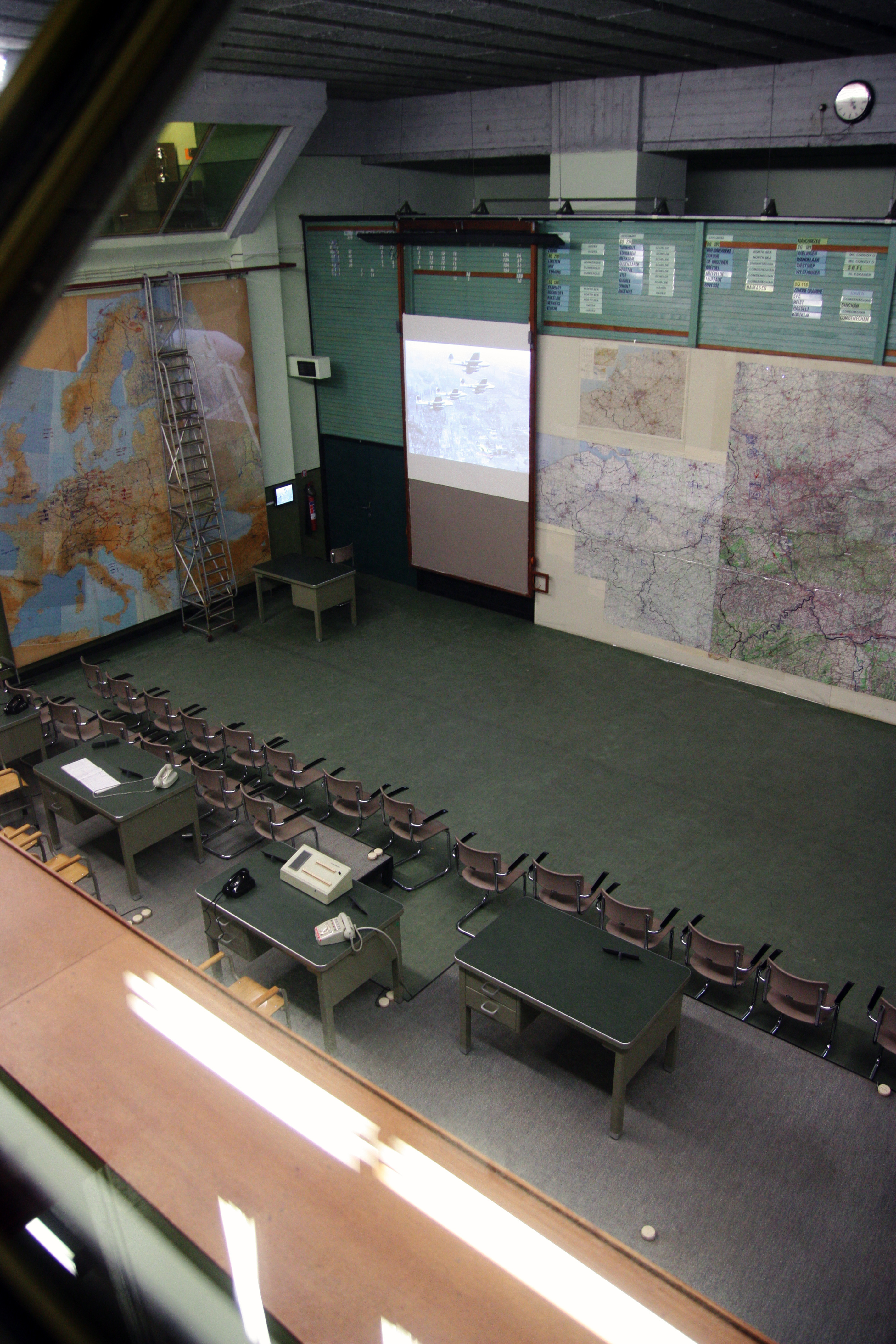
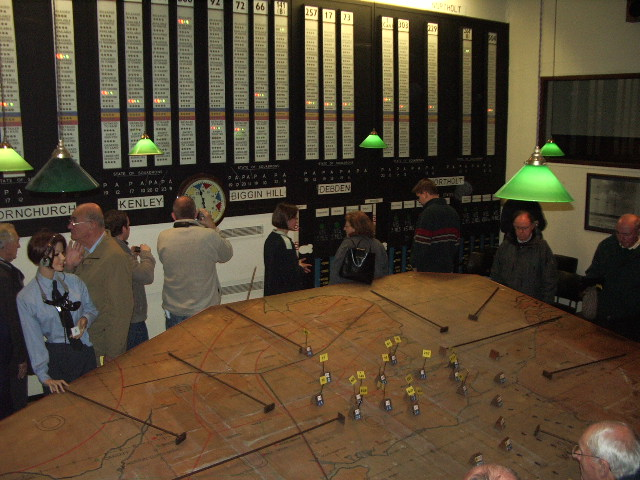
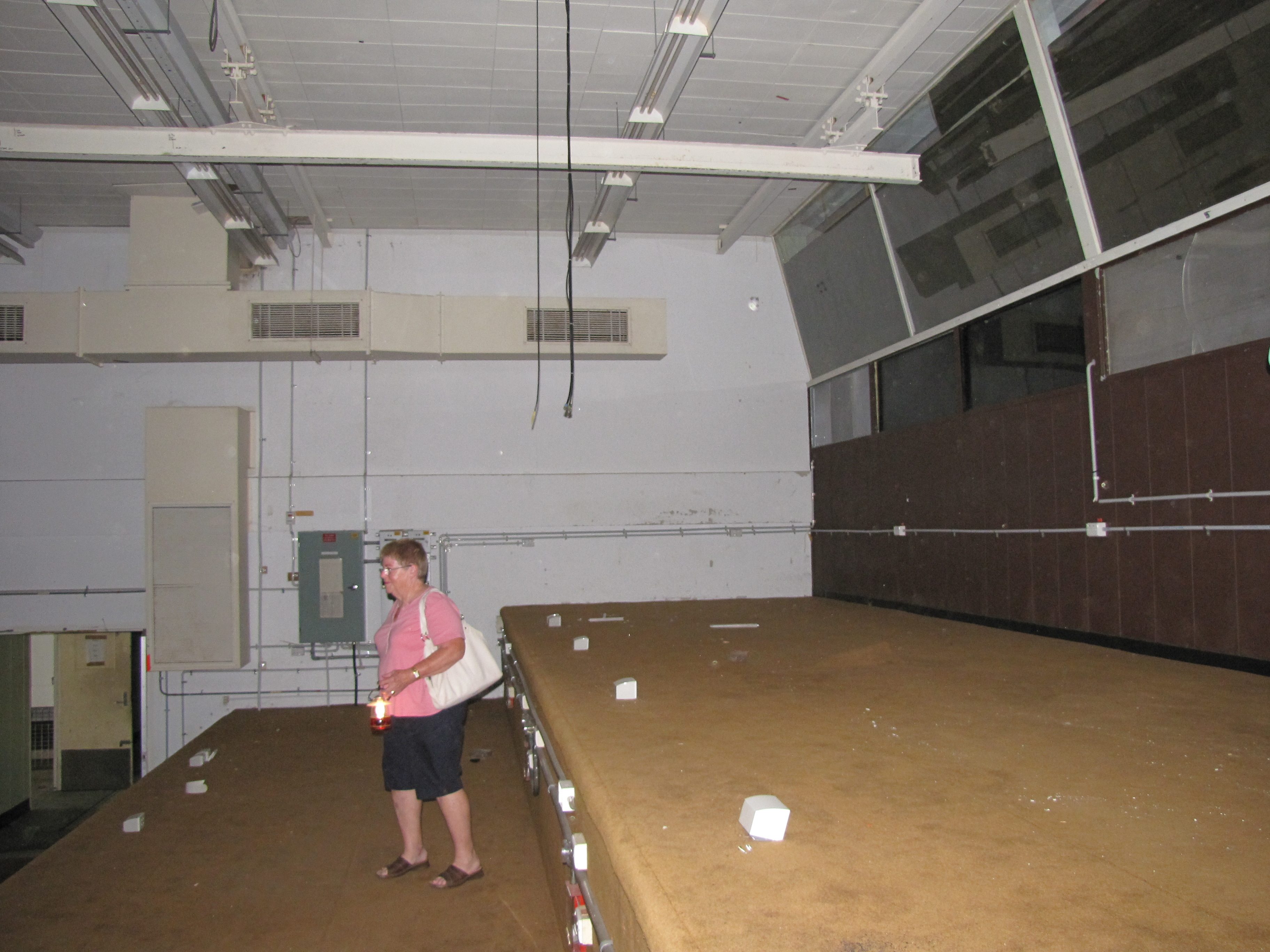

Parmi les cabines ayant vue sur la salle d'opérations, il y a la cabine identification chargée d'identifier les avions par radar à l'aide des antennes de couverture plane ; la cabine contre-mesures, chargée de la guerre électronique (brouillage) ainsi que les 3 cabines d'interception chargées de guider la chasse vers le target. Les cabines n'ayant pas vue sur la salle d'opérations concernent les transmissions et le renseignement, à l'exception du contrôle technique et de l'atelier de détection intéressant l'activité radar, des salles météo et du centre de triangulation radiogoniométrique.

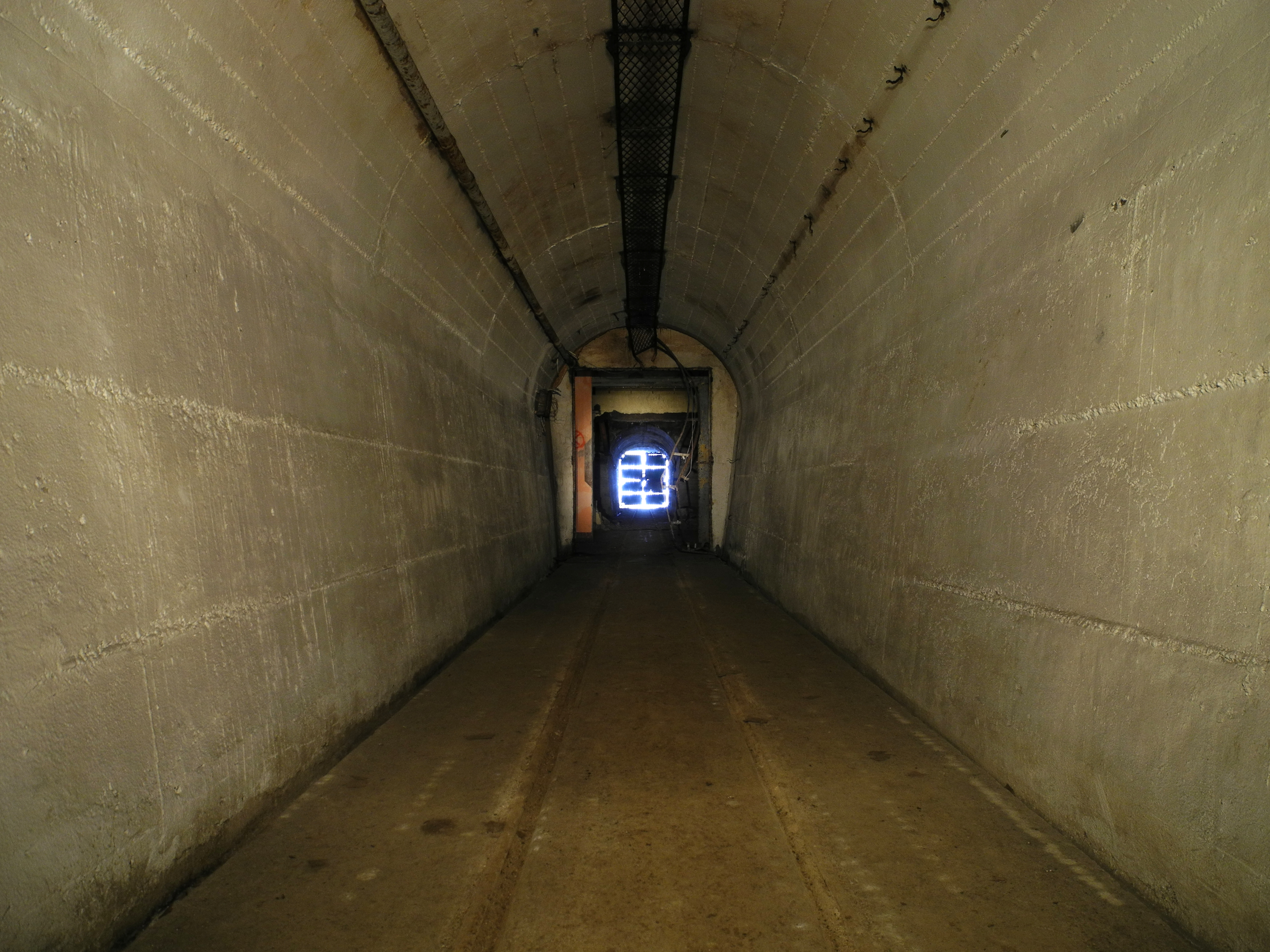
Vue sur l'entrée du matériel.

C'est dans l'atelier de détection que sont exploités les renseignements donnés par les antennes radar du complexe. Dans cet atelier, ainsi que dans la cabine identification et dans les cabines d'interception, se trouvent les écrans cathodiques ou scopes sur lesquels et visualisée l'image du ciel donnée par les antennes radar. Le centre de triangulation radiogoniométrique centralise les renseignements provenant des stations radiogoniométriques environnantes. La détection par radar était en effet complétée par la méthode de triangulation radiogoniométrique (détection d'un avion émettant des ondes radioélectriques par son encadrement dans un quadrilatère dont les côtés sont formés par les faisceaux de trois antennes réceptrices fixes).
Le rôle des communications était très important dans le fonctionnement du complexe. Pour cela, celui-ci possédait trois réseaux de télécommunications :
- réseau P.T.T. (très vulnérable en cas de guerre) ;
- réseau U.H.F. et V.H.F. (graphie et phonie) qui permet la communication avec la base du Ballon de Servance à partir d'une salle du fort ;
- réseau hertzien de la D.A.T.

La surveillance de l'Ouvrage « G » était assurée par du personnel de la base aérienne 116 de Luxeuil-les-Bains mais étant donné le secret qui entourait les installations, la surveillance a peut-être été exercée par des commandos de l'air.
Les effectifs de l'Ouvrage « G » avaient été prévus à 500 hommes ; cependant, l'effectif maximum réellement atteint fut vraisemblablement de 350 hommes (après calcul des réserves d'eau).
L'impact de la base du Salbert sur la population a été peu important. Les belfortains d'alors n'en gardent que le souvenir des antennes qu'ils voyaient au sommet du Salbert. On parlait alors des « radars » et des « aviateurs » du Salbert sans se poser de questions. Il y a plusieurs raisons à cela :
- le secret qui entourait les installations — il était en effet impossible de les approcher — ;
- le caractère autarcique de la base ;
- la courte durée de fonctionnement de celle-ci.

En 1959, en effet, l'activité opérationnelle fut stoppée et l'effectif est réduit au Détachement de gardiennage et d'entretien de la station radar commandé par un lieutenant. L'activité de détection va quant à elle être reportée sur la station du Ballon de Servance. La station du Salbert n'aura été opérationnelle que pendant deux ans à peine. Pourquoi cela ?
Il y a trois raisons possibles :
- le matériel radar, aussitôt installé, était dépassé technologiquement ;
- la station a déçu ses utilisateurs : elle couvrait davantage la Haute-Saône que la vallée du Rhin, la portée n'atteignant même pas l'Allemagne. La couverture basse s'était révélée peu efficace : un avion volant à basse altitude avait de grandes chances d'atteindre les Vosges sans que la station ne le détecte ;
- enfin, un regroupement des activités opérationnelles a été engagé au niveau national ne justifiant plus la présence d'une base au Salbert de par l'apparition de systèmes automatiques et informatisés.

En 1960, la station du Salbert est placée en gardiennage. Bizarrement, la station va continuer à faire l'objet de soins attentifs et sera en parfait état de fonctionnement jusqu'en 1972, date du rachat par la ville de Belfort.
En 1962, l'O.R.T.F. demande l'autorisation d'installer un réémetteur de TV. Autorisation qui sera donnée en 1965. Les travaux dureront d'avril à juin 1966.
En 1963, le Centre de renseignement et de direction de tir (C.R.D.T.), un élément de la base, est supprimé. L'armée de Terre est autorisée à occuper « à titre précaire et révocable » les locaux précédemment réservés pour le C.R.D.T. du Salbert pour y installer le « P.C. final de la subdivision de Belfort ». Mais étant donné que l'abandon de la base était déjà envisagé à cette époque, le P.C. en question ne quittera jamais les locaux de l'Hôtel du gouverneur à Belfort.
En 1968, on pense à remplacer le matériel de cuisson au fuel de la cuisine par un matériel électrique qui sera installé en 1969 à l'exception d'un chauffe-eau.
En 1969, un relais hertzien de l'Armée de l'air est installé dans une pièce du fort. L'été de la même année et de l'année 1970, les baraques Fillod (installées à l'origine pour héberger tout le personnel) accueillent une colonie de vacances de l'action sociale des Armées.
En 1971, deux récepteurs de diffusion du service de transmission de l'intérieur (S.T.I.) sont installés dans le fort au profit de la préfecture de Dijon.
Après diverses tractations au sein de l'Armée, en 1972, la ville de Belfort, dans le cadre de sa politique de rachat des terrains militaires, se porte acquéreur des installations du Salbert, ce qui convient à l'Armée car la fermeture serait intéressante financièrement.
Durant l'été et l'automne 1972, le Génie s'active pour récupérer le maximum de matériel (groupes électrogènes et de conditionnement, matériel électrique, installation de chauffage central...). Les baraques Fillod sont démontées par 17 hommes. Quant aux antennes, elles finiront leur courte carrière chez un ferrailleur. Pendant cette période, la garde est assurée par des patrouilles de la gendarmerie et des unités locales, une garde pas très efficace puisque vols et déprédations ont lieu plusieurs fois de suite. La note de la place de Belfort du 21 août 1972 ordonne le renforcement des patrouilles de nuit à horaires variés et indique que les promenades sont tolérées jusqu'au sommet mais que l'accès des ouvrages demeure interdit.
Le 15 octobre 1972, la ville de Belfort prend possession des lieux. Immédiatement, le Salbert est devenu un lieu de promenade très fréquenté, surtout les week-ends. La ville décide, en 1978, de réaménager le sommet. Les travaux commencent cette année-là et se terminent en 1983. Plusieurs étapes composaient ces travaux :
- démolition de la cheminée de la chaufferie du fort ;
- arasement des ruines subsistant des baraquements du XIXe siècle ;
- terrassement des chemins ;
- aménagement de parking, de bancs, tables d'orientation, aire de jeu à l'emplacement des baraques Fillod, aire de pique-nique devant la batterie est-enveloppe ;
- balisage des sentiers sur toute la colline.

En contrebas, un parking a été aménagé devant l'ancien magasin de secteur dont les bâtiments extérieurs ont été démolis. Ce parking est le point de départ d'un parcours sportif.
En 1976, une tour hertzienne des P.T.T. est créée à proximité de l'ancien centre de réception-terminal hertzien qui abrite actuellement l'émetteur de certaines radios locales et des antennes du S.T.I. ainsi que de la D.D.E.
Aujourd'hui, le Salbert est un pôle vert bien aménagé facile d'accès où l'on jouit d'un magnifique panorama sur les environs. Par contre, le fort ainsi que les locaux souterrain sont, eux, laissés dans l'abandon le plus total.
En cas de crise, l'Ouvrage « G » devrait servir d'abri antiatomique aux services de la préfecture du territoire de Belfort. Cependant, étant donné l'état actuel des installations (infiltrations d'eau, vandalisme, fermeture des puits d'aérations pour des raisons de sécurité, etc.), cette prévision paraît irréalisable.

## Galerie

La batterie Est-enveloppe du fort en hiver.

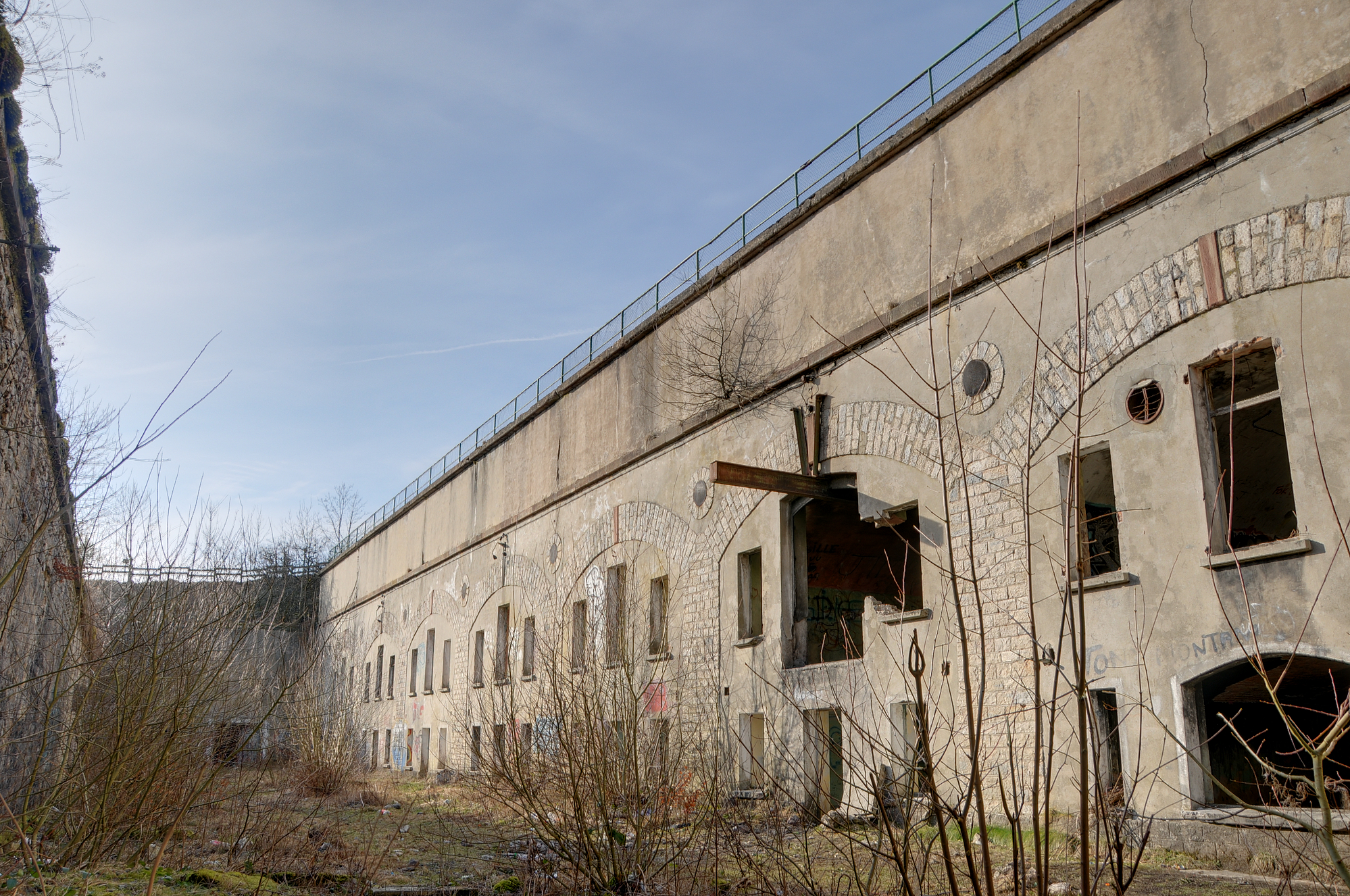
La cour intérieure du fort.
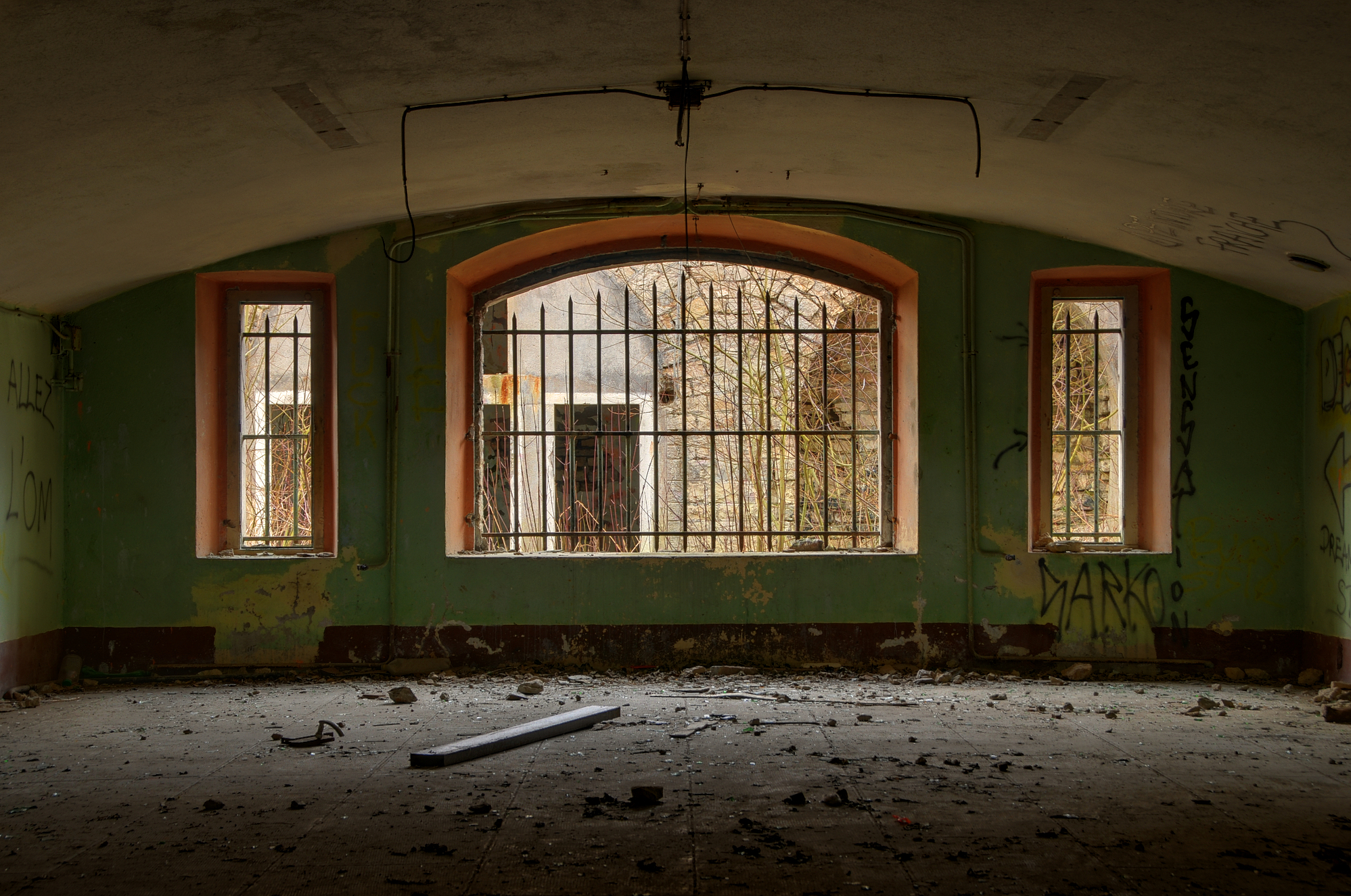
Chambrée au rez-de-chaussée du fort.
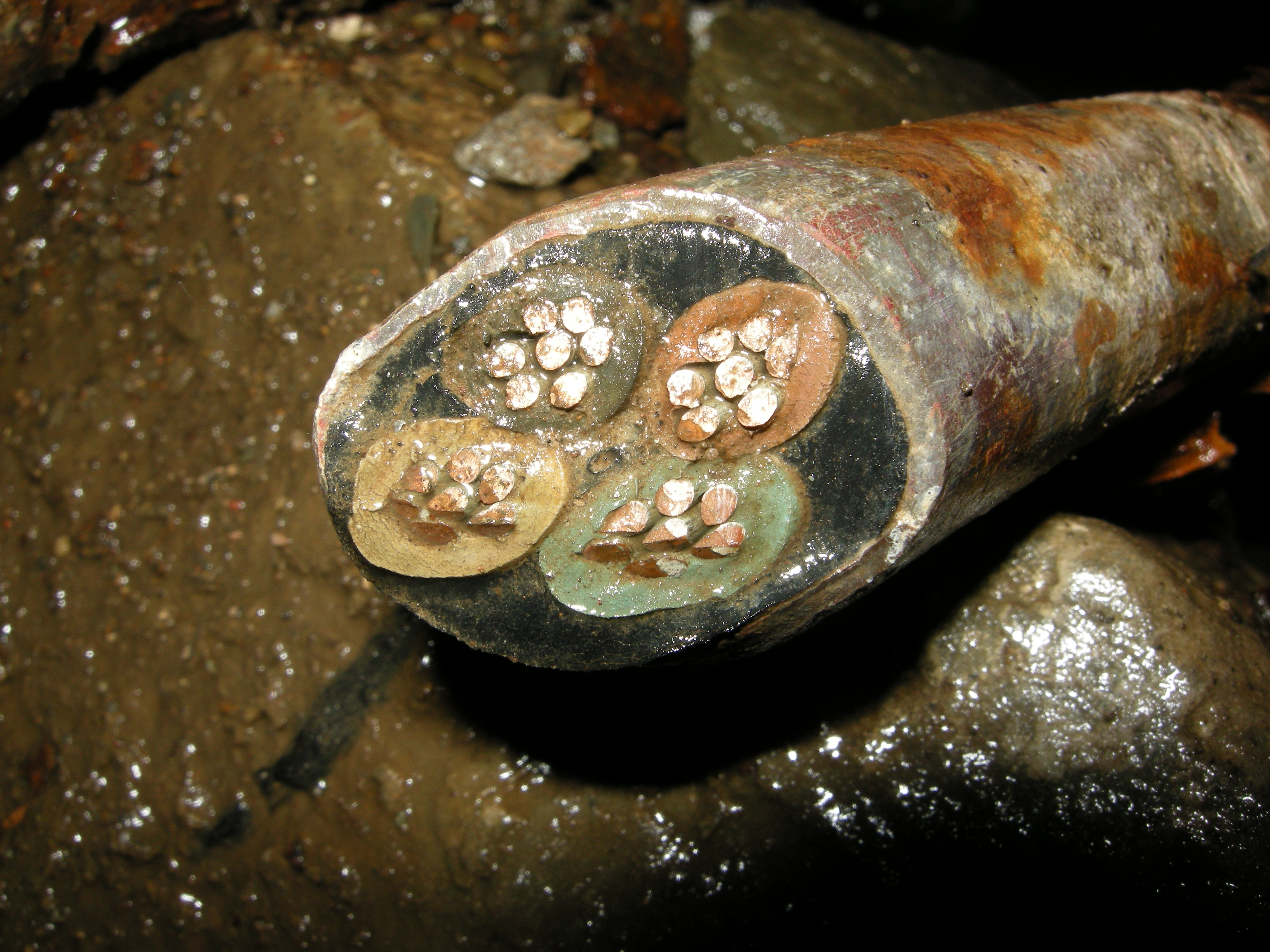
Coupe d'un câble reliant les antennes RADAR placées sur le fort aux locaux souterrains. Les antennes ont été démontées en 1972.
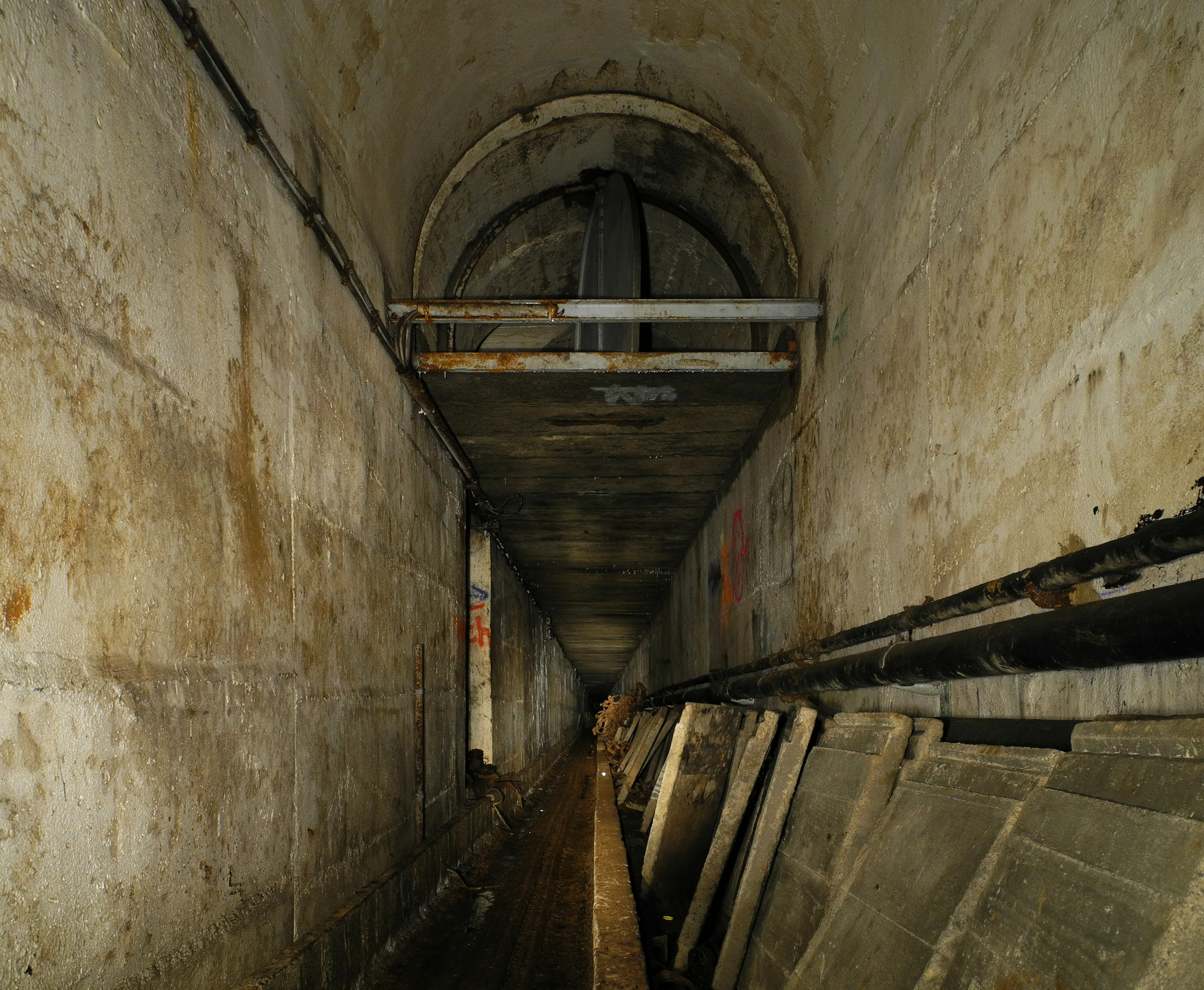
Le couloir reliant le fort aux locaux souterrains.

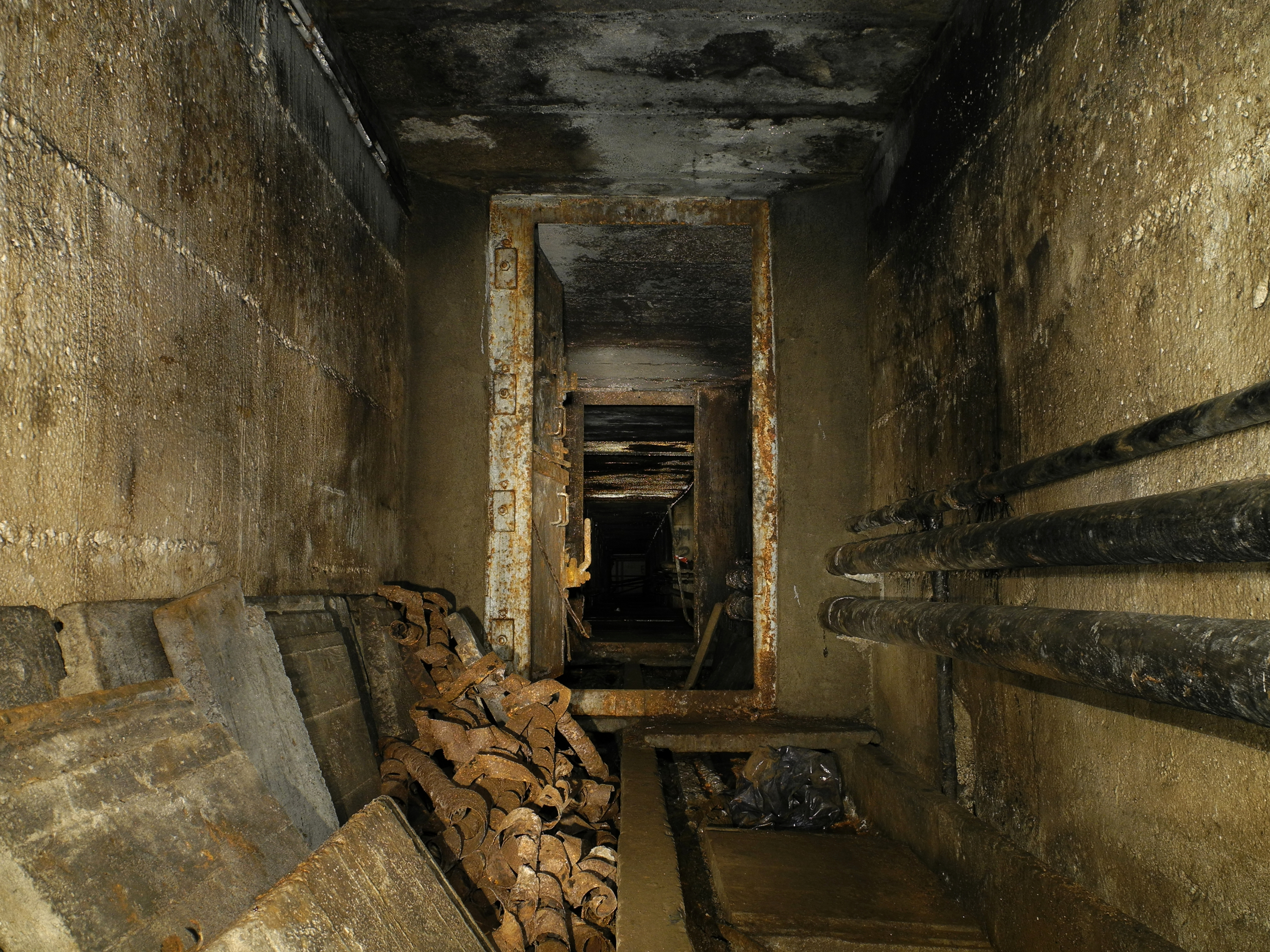
Sas étanche de l'entrée du couloir reliant le fort aux locaux souterrains.
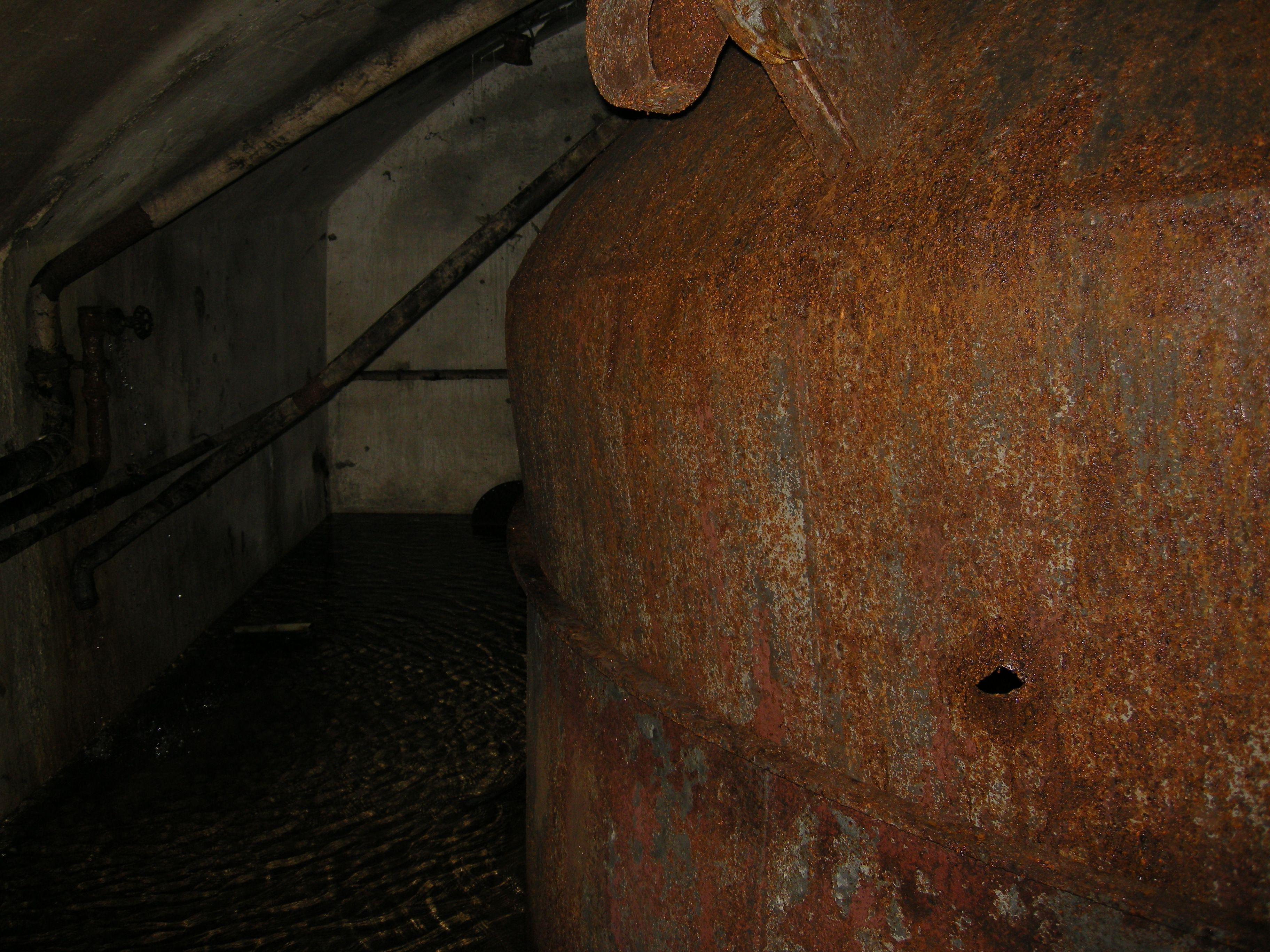
Citerne d'eau dans les locaux souterrains.
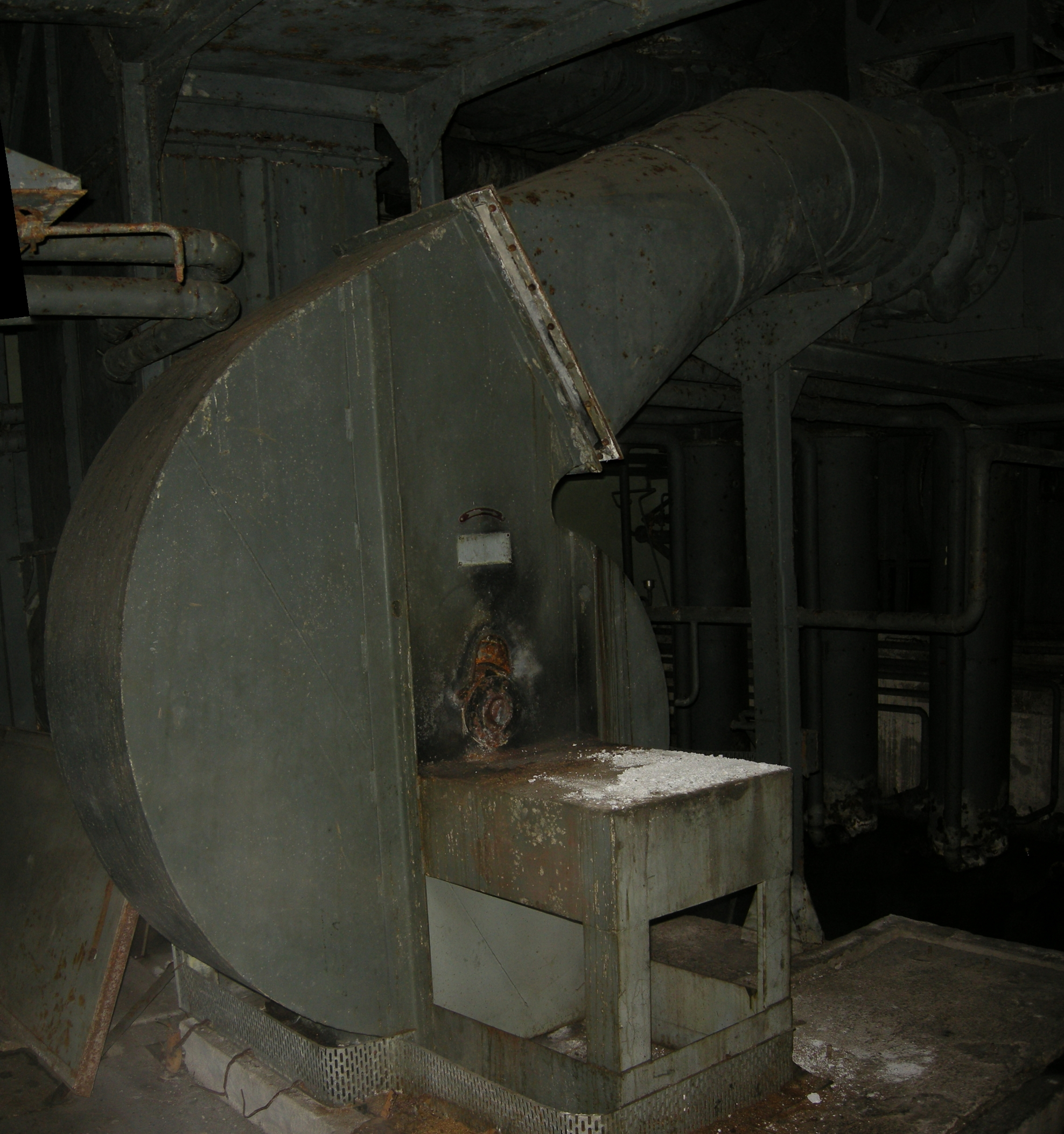
La soufflerie des locaux souterrains.
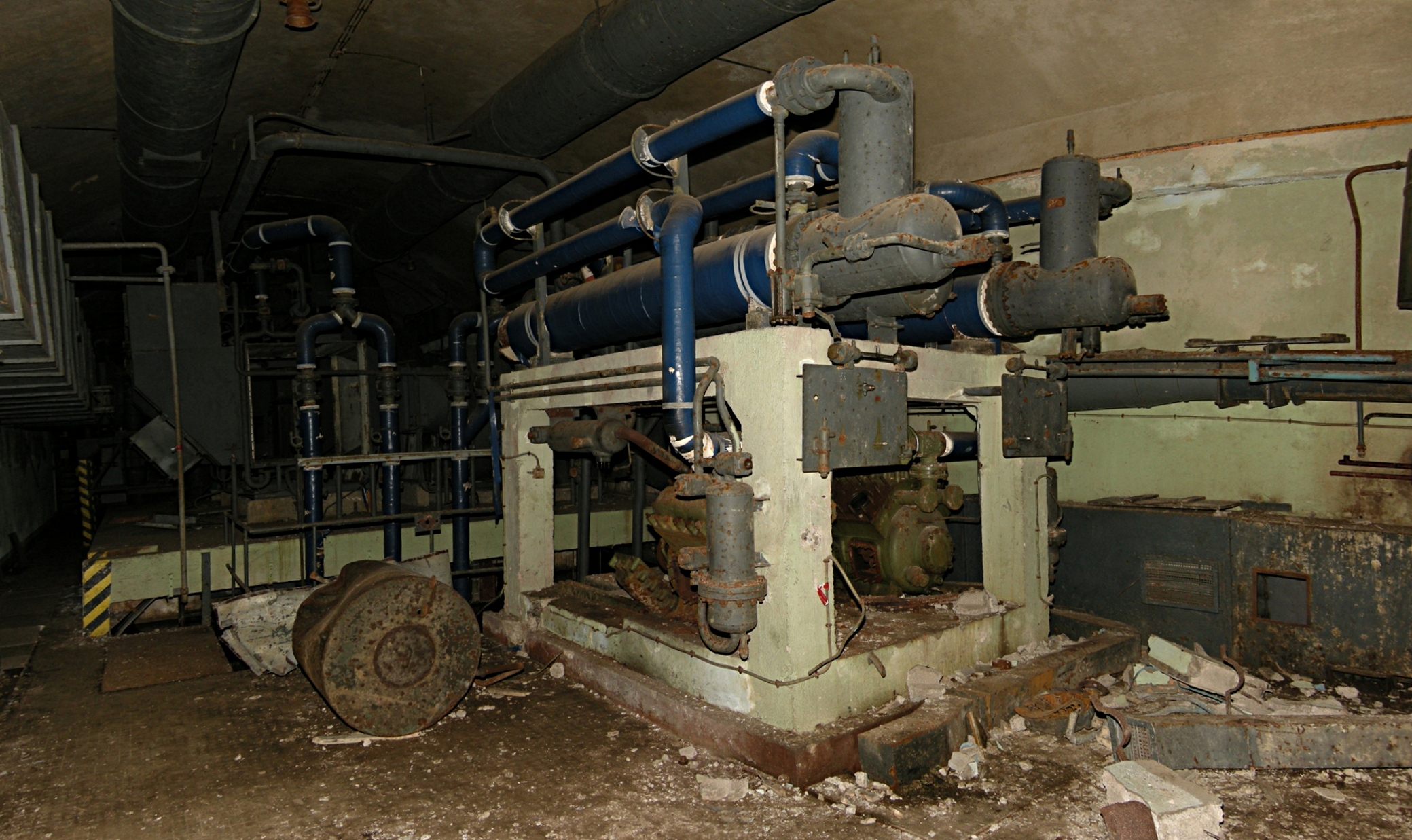
Centrale électrique des locaux souterrains.

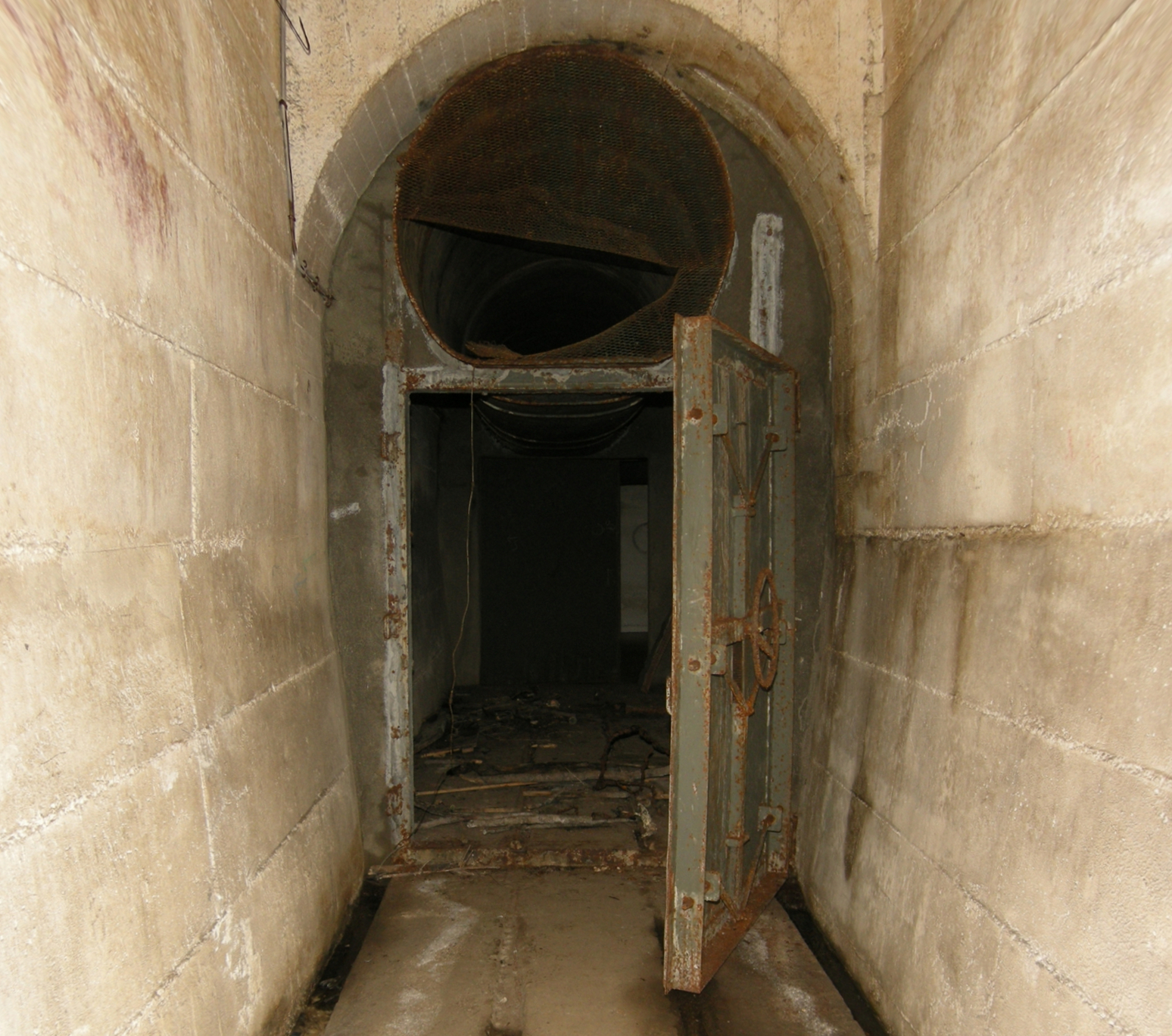
Sas de l'entrée du matériel.
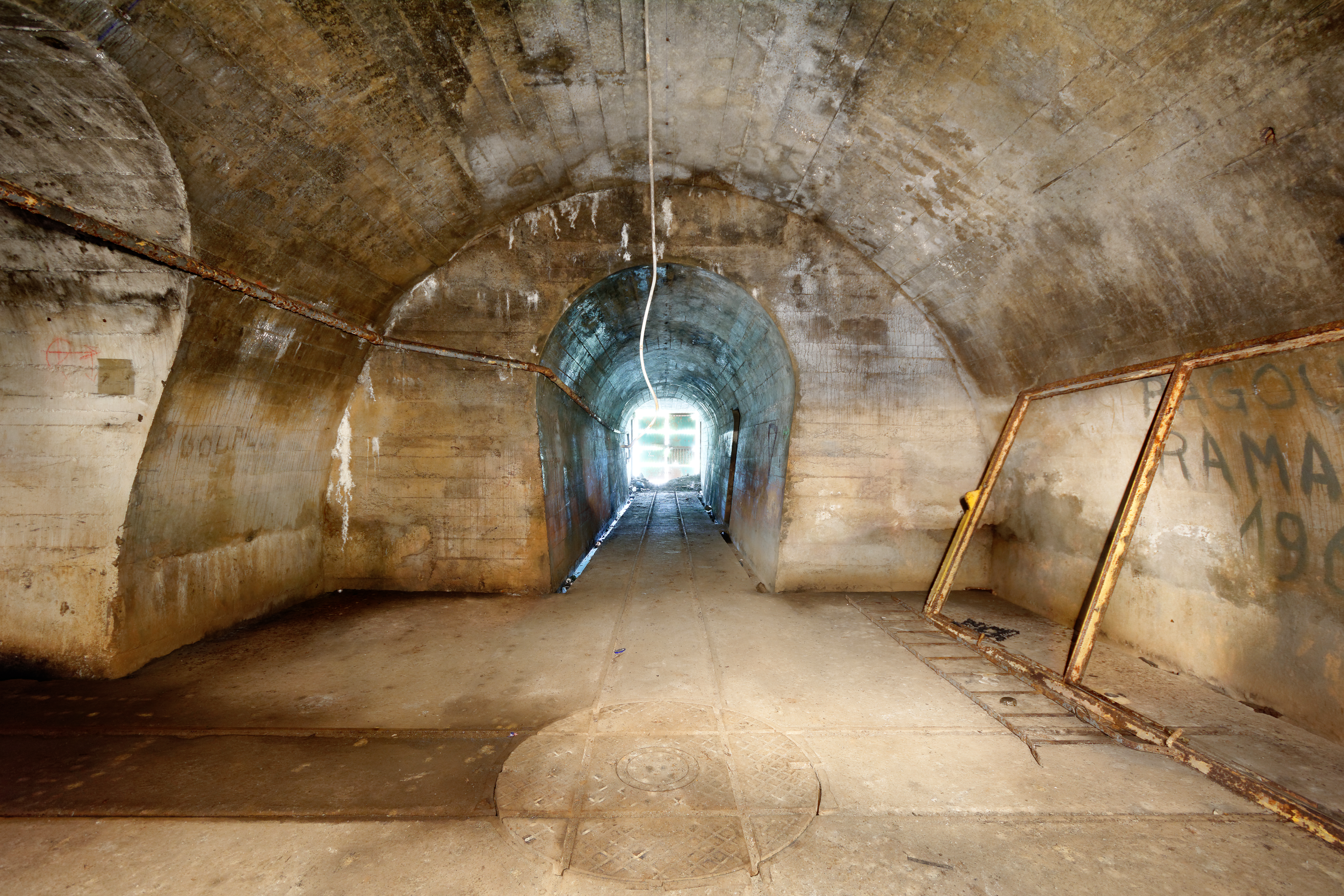
Entrée du matériel.
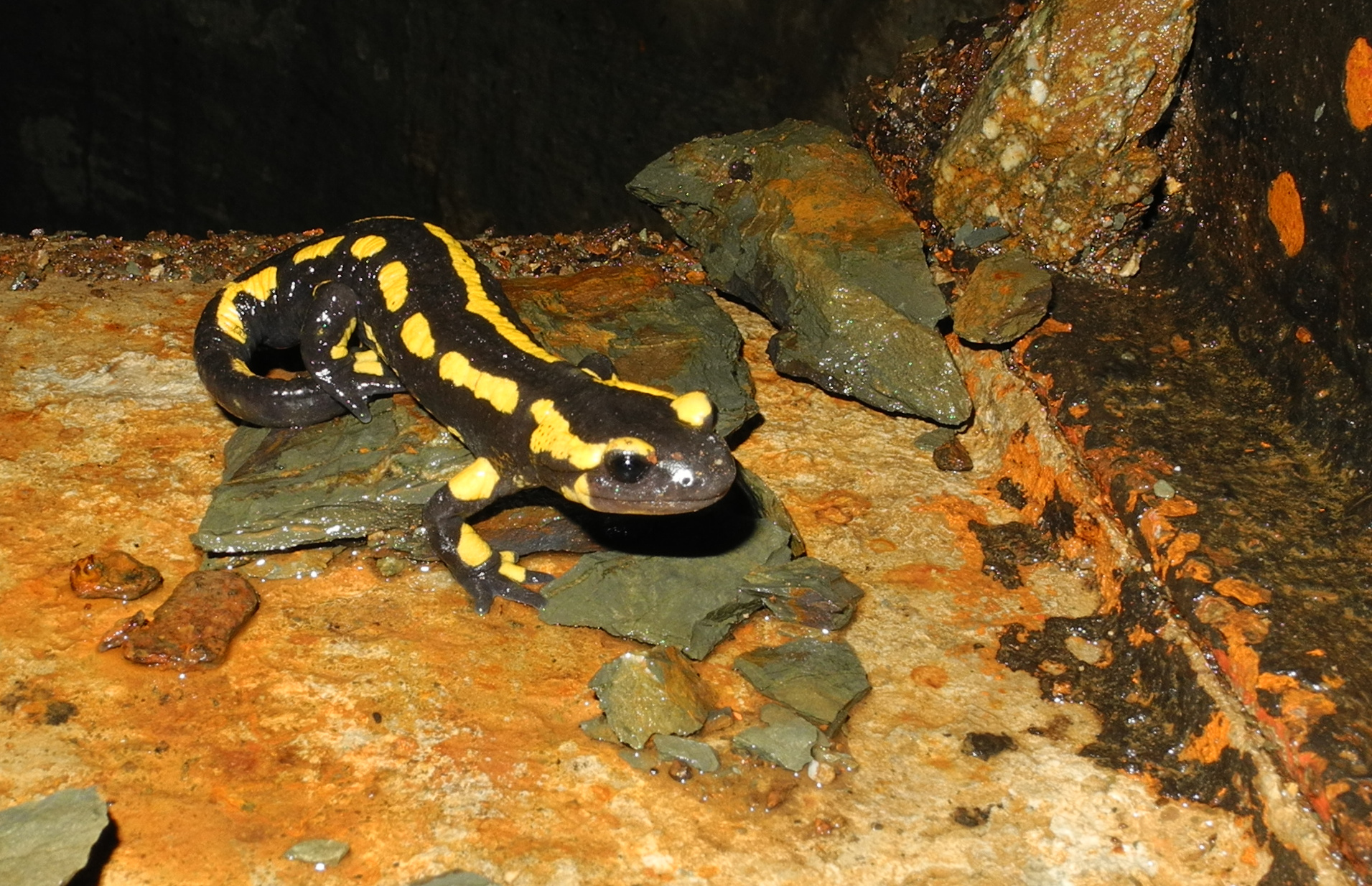
Une petite salamandre.